# Dekret

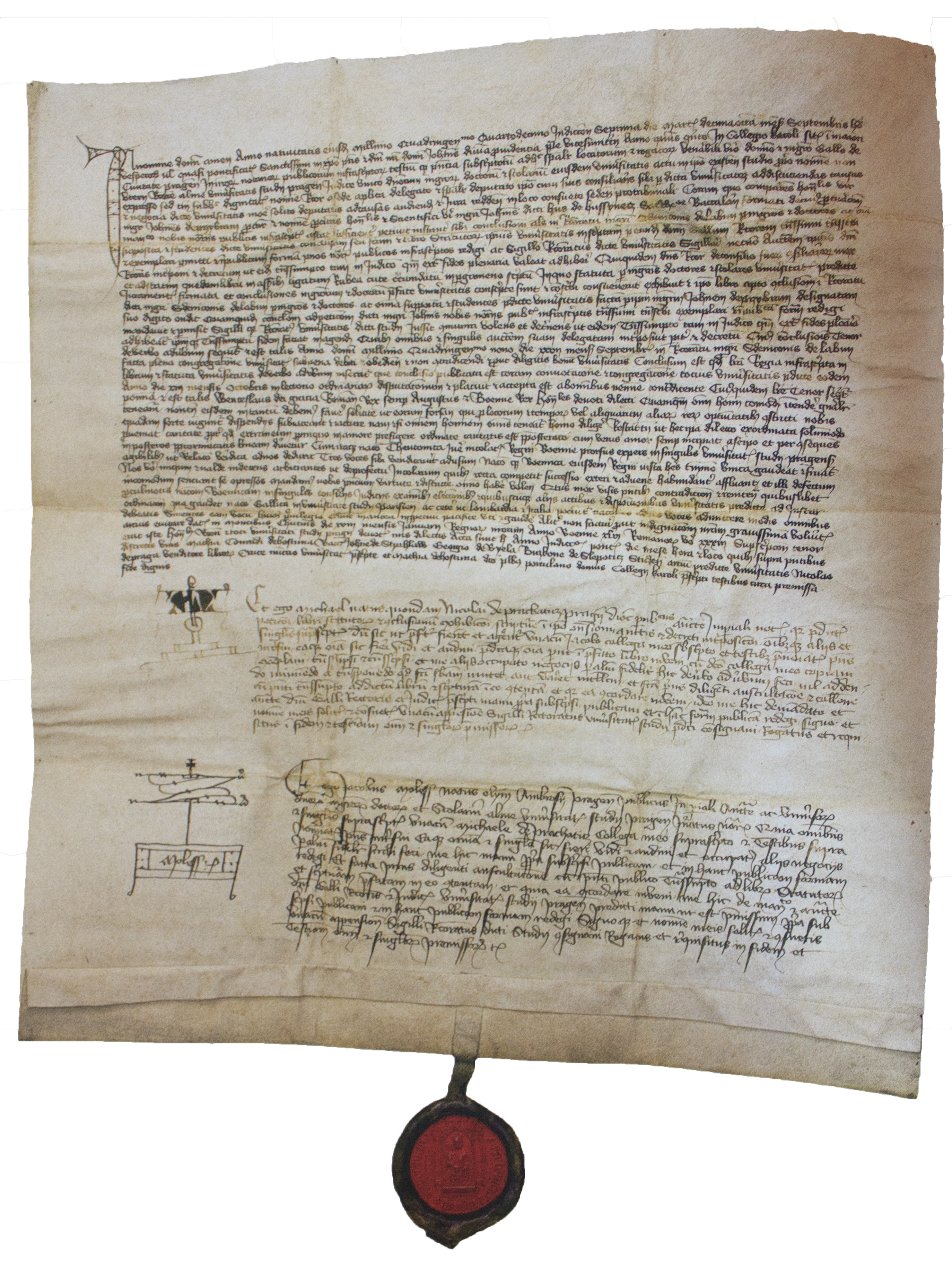
Dekret kutnohorský

Dekret (decretum, tj. nařízení, rezoluce) je rozhodnutí nebo nařízení hlavy státu nebo nejvyššího úřadu, často s platností zákona.[zdroj⁠?!] Písemnosti takovéhoto vymezení nazývané dekrety byly užívány v průběhu času a řadě zemí, takže se od sebe mohou i značně lišit, jak po stránce formální tak obsahové.
Dekret znalo již římské právo a od středověku se tak nazývají některá panovníkova nařízení. V českých zemích se dekrety ve smyslu panovnického nařízení prosazují od Ferdinanda I., od roku 1763 pro odlišení od dekretů nižších úřadů nazývané dvorské (dvorní) dekrety. Tento druh písemností je formálně jednoduchý, je vydáván v objektivní formě jménem panovníka a bez jeho podpisu. Podobná instituce se mohla objevovat i v republice v podobě prezidentských dekretů (prezident vydává dekrety s platností zákona na základě speciálního zmocnění, většinou v době války, či jiného nebezpečí). Poněkud odlišné postavení mají dekrety ve Francii (décret), kde je dodnes vydává premiér jako nařízení v rámci zákonů.
Dekrety zná i církevní právo, kde jsou papežské dekrety i dekrety dalších církevních úřadů a jako dekrety se označují i závěry koncilů.
Jako dekret se mohou označovat i rozhodnutí nižších úřadů v důležité věci (jmenovací dekret, dekret na byt – listina opravňující držitele k osobnímu užívání bytu, apod.).